# Tuukka Mäntylä
Tuukka Mäntylä, född 25 maj 1981 i Tammerfors, Finland, är en finländsk tidigare professionell ishockeyspelare.
Säsongen 2011–12 spelade Mäntylä 38 matcher för Neftechimik Nizjnekamsk i den ryska ligan KHL. 2009 skrev han på ett 10-årskontrakt på 23 miljoner kronor för sin moderklubb Tappara.
I SHL har Mäntylä spelat för Luleå HF, Frölunda HC samt Malmö Redhawks.

## Klubbar
- Tappara, SM-liiga, 1999–2003, 2005–2007, 2009–2011, 2012–2013, 2014
- Luleå HF, Elitserien, 2003–2005
- Frölunda Indians, Elitserien, 2007–2009
- Neftechimik Nizjnekamsk, KHL, 2011–2012
- Metallurg Novokuznetsk, KHL, 2013–2014
- HK Amur Chabarovsk, KHL, 2014–2015
- Medveščak Zagreb, KHL, 2015–2016
- Malmö Redhawks, SHL, 2017–2018
- Tappara, FM-ligan, 2018-2020